# Arcipelago di Chiloé
L'archipelago di Chiloé (in spagnolo: Archipiélago de Chiloé) è un gruppo di isole del Cile meridionale, tra il 41º e il 43º parallelo di latitudine sud, nell'oceano Pacifico. È formato dall'isola di Chiloé (Isla Grande de Chiloé), che dà il nome al gruppo, e da altre isole minori.
L'arcipelago si trova nella regione di Los Lagos ed è amministrato dalla provincia di Chiloé, ad eccezione delle Islas Desertores, che appartengono alla provincia di Palena, e della Isla Doña Sebastiana, che appartiene alla provincia di Llanquihue. La provincia di Chiloé contava una popolazione di 167 659 abitanti al censimento del 2012. Nell'arcipelago ci sono 10 comuni: Ancud, Castro, Chonchi, Curaco de Vélez, Dalcahue, Puqueldón, Queilén, Quellón, Quemchi e Quinchao.

## Geografia
Geomorfologicamente, l'arcipelago corrisponde alla parte pedemontana della Cordigliera della Costa cilena. Ha una superficie di 9181 km². L'isola di Chiloé ha una forma pressoché rettangolare con una costa occidentale ripida, senza porti naturali, e una costa orientale frastagliata con insenature, penisole e isole costiere. Le isole minori si trovano quasi tutte adiacenti alla costa orientale di Chiloé, nel golfo di Ancud e nel golfo del Corcovado. L'isola di Chiloé, a nord, è separata dal continente dal canale di Chacao e si affaccia, ad ovest, sull'oceano Pacifico.
Le isole maggiori, dopo Chiloé, sono: Guafo, Quinchao, Lemuy, Butachauques e Tranqui. I principali gruppi di isole sono le Islas Chauques, il Grupo Chaulinec, il Grupo Quenac, il Grupo Cailín e le Islas Desertores.
L'arcipelago ha un clima oceanico con temperature medie di circa 11 °C. Piove durante tutto l'anno e le nevicate sono rare.

### Flora
Le isole sono caratterizzate dalla presenza di foreste temperate valdiviane. Queste le specie più rappresentative: arrayan (Luma apiculata), coihue (Nothofagus dombeyi), quila (Chusquea quila), panga (Gunnera spp.) e nocciola cilena. Il cipresso della Patagonia e il tepu (Tepualia stipularis) crescono su terreni scarsamente drenati della cordigliera della Costa.
La coltivazione della patata è stata praticata da prima del XVI secolo e si conoscono circa 240 varietà di patate autoctone originarie di Chiloé. Tradizionalmente le comunità indigene coltivavano da 800 a 1000 diverse varietà di patate, attualmente si sono ridotte a 91. Dal 2010 Chiloé fa parte del GIAHS (Globally Important Agricultural Heritage Systems), una certificazione concessa dalle FAO a luoghi che conservano un'agricoltura tradizionale pienamente integrata nella cultura, nella sicurezza alimentare, nella biodiversità e nello sviluppo sostenibile.

### Fauna
La fauna autoctona comprende un gran numero di specie di uccelli, alcune delle quali endemiche: il concón chilote (Strix rufipes sanborni), una sottospecie dell'allocco zamperosse, e il diucón chilote (Diuca diuca chiloensis) della famiglia dei Traupidi. Sono presenti inoltre il pinguino di Humboldt e il pinguino di Magellano. Una colonia di pinguini si trova sugli isolotti di Puñihuil, a sud-ovest di Ancud.
Tra i mammiferi terrestri: il Rhyncholestes raphanurus raphanurus, sottospecie dell'opossum toporagno dal naso lungo; la pseudovolpe di Darwin, che vive solo a Chiloé e sulla cordigliera di Nahuelbuta (sulla terraferma); e il pudu comune, uno dei cervidi più piccoli al mondo.
Le acque sono abitate da diverse specie di leone marino sudamericano e cefalorinco di Commerson (specie dei delfinidi) e ricevono visite sporadiche di diverse specie di balene. Particolarmente importante è l'area di alimentazione della balenottera azzurra che si estende dal nord della regione di Los Lagos, lungo la costa occidentale di Chiloé fino al golfo di Corcovado.
Nell'arcipelago si è sviluppata una particolare razza di cavalli, il cavallo chilote o mampato, un animale inferiore a 1,25 m di altezza al garrese, e una razza ovina, la oveja chilota. Entrambi discendono dal bestiame introdotto nelle isole dagli spagnoli nel XVI secolo.

## Cultura

### Architettura

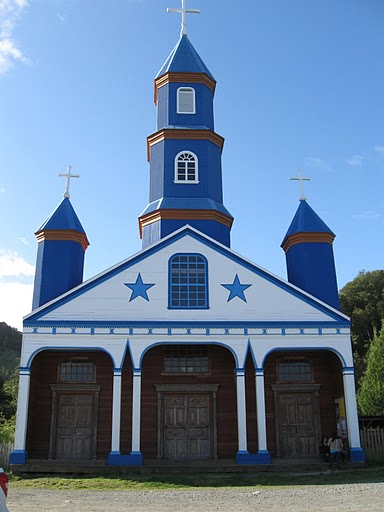
La chiesa di Tenaun

Meritano una speciale menzione le chiese di Chiloé, costruite tra il XVII fino al XIX secolo, della cosiddetta "scuola chilota di architettura religiosa in legno" (Escuela Chilota de Arquitectura Religiosa en Madera). Sedici chiese sono state dichiarate monumenti nazionali e patrimonio dell'umanità dall'UNESCO nel 2000. Il modello tradizionale è ispirato alle chiese della Baviera, la patria dei sacerdoti che hanno iniziato le costruzioni.

### Tradizioni
La minka (mink'a o minga). Nei settori rurali, il lavoro agricolo è fatto in modo comunitario, attraverso un sistema chiamato minka: coloro che hanno bisogno di aiuto chiedono ai loro vicini di collaborare nel lavoro in cambio di essere ripagati allo stesso modo quando loro lo richiedono. Questo si applica a tutti i compiti rurali che richiedono più lavoro di quello disponibile nel gruppo familiare, come la conservazione del foraggio per l'inverno, la rimozione di tronchi morti e radici da una terra adibita alla coltivazione, fino alla macellazione del maiale (detta reitimiento) o la preparazione della chica, che a Chiloè vien detta maja o maja de manzanas.

### Mitologia
La mitologia di Chiloé è un misto tra le credenze dei primi abitanti (Chono e Huilliche) e quelle introdotte dagli europei. Nei miti e nelle leggende di Chiloe c'è la presenza di esseri fantastici come Pincoya, Invunche, Caleuche, Trauco, Fiura, Camahueto, Cuchivilo e la Pucullén (la Llorona dei popoli ispanici). Ad alcune persone si attribuiscono poteri magici: c'è la credenza che gli stregoni possiedano la capacità di volare e che abbiano sotto il loro comando diverse creature come l'Invunche. Si ricorre inoltre ai machi, persone che svolgono un ruolo importante nella cultura e nella religione mapuche, sul piano spirituale e curativo.

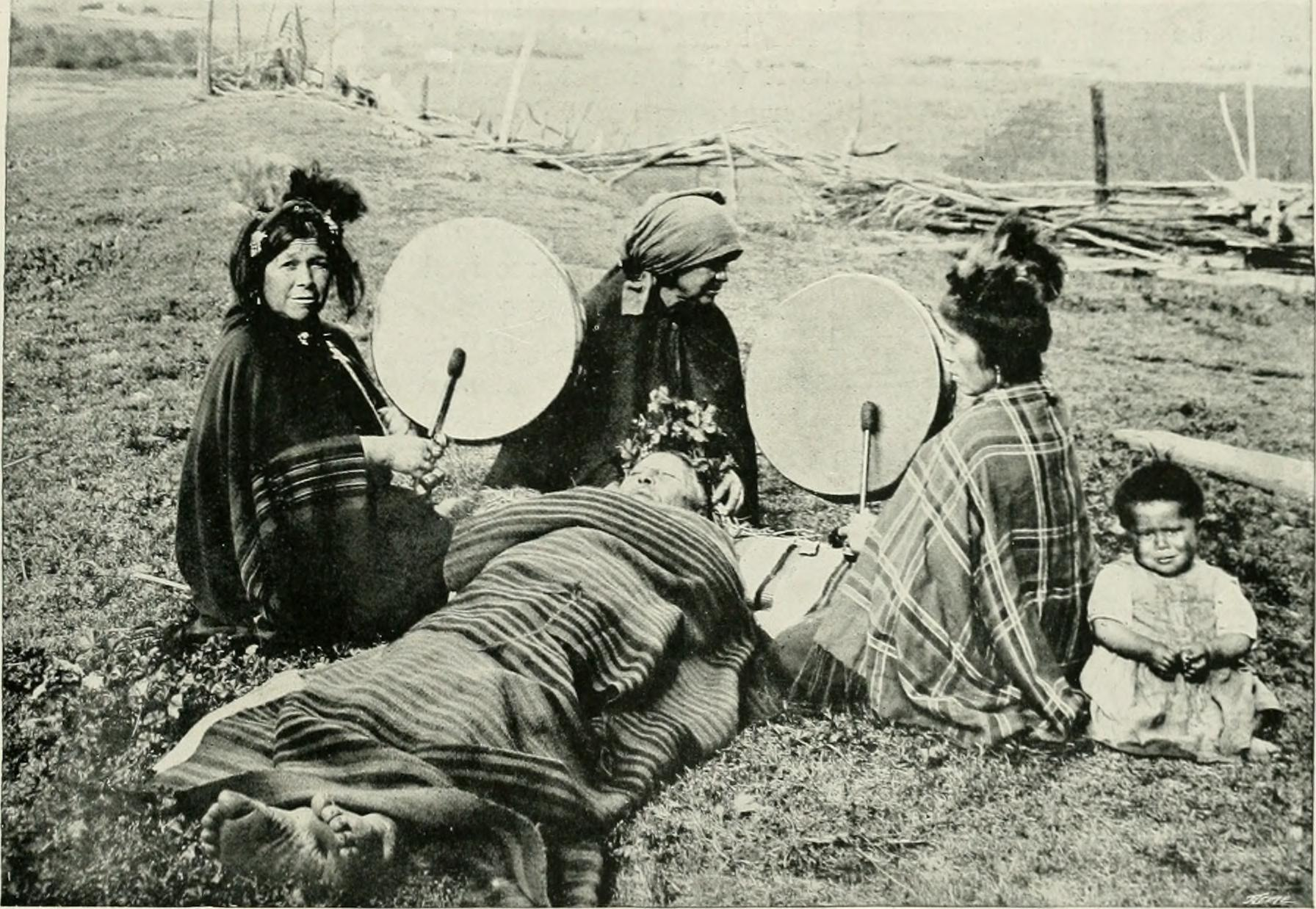
Alcune machi mentre curano un paziente (1908 ca.)

## Storia
I Chono sono i primi abitanti conosciuti dell'arcipelago, forzati in seguito a spostarsi verso sud dagli Huilliche, il gruppo Mapuche meridionale. I Chono erano eccellenti marinai e potevano navigare per migliaia di chilometri sulle loro barche chiamate dalca (o piragua). Tipico della loro cucina era il curanto, preparato in un buco nel terreno, cotto con pietre riscaldate e coperto di foglie. Il curanto è ancora uno dei piatti tipici di Chiloé. Dopo il contatto con gli Huilliche, prevalentemente agricoltori, si diffuse la coltivazione della patata, mentre gli Huilliche adottarono i costumi marinari dei Chono.

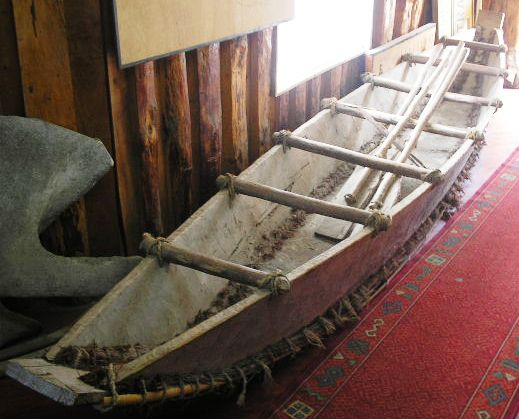
Ricostruzione di una dalca (museo di Dalcahue)

Nel 1540, il navigatore spagnolo Alonso de Camargo fu il primo ad avvistare la costa di Chiloé durante un viaggio in Perù. Alcuni anni dopo, Pedro de Valdivia organizzò una spedizione per raccogliere informazioni geografiche; mise al comando della stessa il capitano Francisco de Ulloa che arrivò al canale di Chacao nel 1553 e visitò le isole dell'arcipelago. Ulloa è considerato il primo europeo ad aver raggiunto Chiloé.
Nel 1558, l'isola fu raggiunta dalla spedizione di Juan Fernández Ladrillero che prese contatto con gli indigeni e da García Hurtado de Mendoza che prese possesso di queste isole per la corona spagnola. Nel 1567 venne fondata la città di Castro. L'isola fu originariamente battezzata con il nome di Nueva Galicia, ma il termine venne accantonato e rimase il nome huilliche di Chiloé.
L'arcipelago fu incorporato nel vicereame del Perù nell'anno 1766 e solo nel 1826 divenne una provincia cilena. La città principale, Ancud, venne fondata nel 1768 con il nome di Villa de San Carlos de Chiloé e ricevette il nome attuale nel 1834.
L'arcipelago è stato visitato da Charles Darwin nel suo viaggio di esplorazione a bordo del Beagle (1832-1835) e descritto nel suo The Voyage of the Beagle.